# Jakob Otto Cronstedt
Jakob Otto Cronstedt, född 24 november 1766 i Stockholm, död 21 februari 1828 på Axbergshammars herrgård, var en svensk friherre, militär och bruksägare.

## Biografi
Jakob Otto Cronstedt var son till kammarherren och hovrättsrådet Fredrik Cronstedt (1723–1799) och dennes hustru friherrinnan Ottiliana Hedvig Lagerberg (1745–1806). Han blev volontär vid Livregementet till häst den 16 december 1775 och blev sergeant vid regementet den 30 maj 1778. Han utnämndes till kornett vid regementets Husarkår den 20 april 1785, för att därefter befordras till löjtnant där den 27 september 1785. Dagen efter ratificeringen av freden i Värälä, den 20 augusti 1790, befordrades han till ryttmästare. Den 29 oktober 1796 utnämndes han till sekundmajor vid regementets kyrassiärkår för att den 16 september 1801 återgå till Husarkåren och där bli premiärmajor. Han erhöll avsked från militären i februari 1808, precis när finska kriget inleddes.
Han ägde godset och bruket Axbergshammar från cirka 1795 till sin död och utvecklade driften av det. För sina insatser efter att han lämnat sin militära bana erhöll han utmärkelsen kommendör av Vasaorden 1816 och kommendör med stora korset av Vasaorden 1821.
Han invaldes även 1815 som ledamot 115 av Kungliga Skogs- och Lantbruksakademien.

### Familj[5]
Jakob Otto Cronstedt gifte sig den 22 september 1793 på Åkerby med friherrinnan Ulrika Eleonora Wrangel af Sauss (1768–1829), dotter till generalmajoren Fredrik Ulrik Wrangel af Sauss. Paret fick fyra barn, där de två äldsta, Hedvig Eleonora (1795–1849) och Ulrika Charlotta (1796–1830), båda var gifta med Ture Gustaf von Essen.

## Utmärkelser
- Riddare av Svärdsorden – 9 december 1802
- Kommendör av Vasaorden – 29 april 1816
- Kommendör med stora korset av Vasaorden – 28 januari 1821